# Gais 2005
Fotbollsklubben Gais spelade säsongen 2005 i superettan. Man slutade trea i serien, och efter ett framgångsrikt kval mot Landskrona Bois tog laget sig upp i allsvenskan för första gången sedan 2000.

## Inför säsongen
Gais hade inför säsongen värvat den rutinerade målvakten Dime Jankulovski, den brasilianske anfallaren Wílton Figueiredo och IK Brages försvarare Mattias Östberg. Dessutom införskaffades mittfältarna Daniel Nicklasson från Mjällby AIF och Tomas Rosenkvist från IFK Göteborg.

## Superettan
Gais rivstartade våren och inledde med sex vunna matcher och tre oavgjorda innan man förlorade sin första match den 13 juni, hemma mot toppkonkurrenten AIK i den tionde omgången. I början av juli ledde man fortfarande serien, innan man hamnade i en formsvacka och spelade fem raka matcher utan seger.
Under sommaren lyfte man upp den vindsnabbe 18-åringen Kwame Amoateng i truppen och värvade nigerianske Joseph Cole. Dessutom lånade man ut Edier Frejd och Patrik Elmander till den norska division 2-klubben Raufoss IL. Gais svajade dock en del under höstsäsongen, och topplagen AIK och Östers IF kunde dra ifrån och ta direktplatserna till allsvenskan. Genom att vinna säsongens två sista matcher höll Gais emellertid undan för Ljungskile SK på fjärdeplatsen och bärgade en kvalplats.

### Tabell
| Nr | Lag                | S  | V  | O  | F  | GM | IM | MS  | P  |
| -- | ------------------ | -- | -- | -- | -- | -- | -- | --- | -- |
| 1  | AIK (N)            | 30 | 19 | 7  | 4  | 56 | 27 | +29 | 64 |
| 2  | Östers IF          | 30 | 17 | 4  | 9  | 48 | 36 | +12 | 55 |
| 3  | Gais               | 30 | 14 | 10 | 6  | 52 | 35 | +17 | 52 |
| 4  | Ljungskile SK      | 30 | 13 | 11 | 6  | 41 | 29 | +12 | 50 |
| 5  | Örebro SK          | 30 | 12 | 9  | 9  | 40 | 32 | +8  | 45 |
| 6  | IF Brommapojkarna  | 30 | 13 | 5  | 12 | 48 | 42 | +6  | 44 |
| 7  | IFK Norrköping     | 30 | 12 | 8  | 10 | 44 | 40 | +4  | 44 |
| 8  | Falkenbergs FF     | 30 | 11 | 8  | 11 | 38 | 43 | −5  | 41 |
| 9  | Väsby United       | 30 | 11 | 6  | 13 | 32 | 40 | −8  | 39 |
| 10 | Åtvidabergs FF     | 30 | 9  | 11 | 10 | 36 | 32 | +4  | 38 |
| 11 | Trelleborgs FF (N) | 30 | 9  | 9  | 12 | 34 | 34 | 0   | 36 |
| 12 | Mjällby AIF        | 30 | 9  | 8  | 13 | 44 | 49 | −5  | 35 |
| 13 | Degerfors IF       | 30 | 9  | 7  | 14 | 31 | 36 | −5  | 34 |
| 14 | Bodens BK          | 30 | 9  | 5  | 16 | 28 | 48 | −20 | 32 |
| 15 | Västerås SK        | 30 | 7  | 6  | 17 | 35 | 62 | −27 | 27 |
| 16 | Västra Frölunda IF | 30 | 7  | 4  | 19 | 32 | 54 | −22 | 25 |

### Matcher
| 1     | 16 april 2005 | Gais                                      | 2 – 1        | Ljungskile SK        | Gamla Ullevi                                   |                                                |
| 16:00 | 16:00         | Daniel Nicklasson 4′ Fredrik Lundgren 63′ | (1 – 1) SvFF | 29′ Johan Patriksson | Göteborg Publik: 5 163 Domare: Keijo Hyvärinen | Göteborg Publik: 5 163 Domare: Keijo Hyvärinen |
| 16:00 | 16:00         |                                           |              |                      | Göteborg Publik: 5 163 Domare: Keijo Hyvärinen | Göteborg Publik: 5 163 Domare: Keijo Hyvärinen |
| 16:00 | 16:00         |                                           |              |                      | Göteborg Publik: 5 163 Domare: Keijo Hyvärinen | Göteborg Publik: 5 163 Domare: Keijo Hyvärinen |

| 2     | 24 april 2005 | Mjällby AIF         | 1 – 2        | Gais                                        | Strandvallen                                   |                                                |
| 16:00 | 16:00         | Marcus Ekenberg 85′ | (0 – 0) SvFF | 65′ Daniel Nicklasson 90′ Andreas Tobiasson | Hällevik Publik: 3 253 Domare: Michael Lerjéus | Hällevik Publik: 3 253 Domare: Michael Lerjéus |
| 16:00 | 16:00         |                     |              |                                             | Hällevik Publik: 3 253 Domare: Michael Lerjéus | Hällevik Publik: 3 253 Domare: Michael Lerjéus |
| 16:00 | 16:00         |                     |              |                                             | Hällevik Publik: 3 253 Domare: Michael Lerjéus | Hällevik Publik: 3 253 Domare: Michael Lerjéus |

| 3     | 3 maj 2005 | Gais                         | 1 – 1        | Bodens BK        | Gamla Ullevi                                   |                                                |
| 19:00 | 19:00      | Wílton Figueiredo 33′ (str.) | (1 – 1) SvFF | 13′ Mani Tourang | Göteborg Publik: 3 084 Domare: Michael Lerjéus | Göteborg Publik: 3 084 Domare: Michael Lerjéus |
| 19:00 | 19:00      |                              |              |                  | Göteborg Publik: 3 084 Domare: Michael Lerjéus | Göteborg Publik: 3 084 Domare: Michael Lerjéus |
| 19:00 | 19:00      |                              |              |                  | Göteborg Publik: 3 084 Domare: Michael Lerjéus | Göteborg Publik: 3 084 Domare: Michael Lerjéus |

| 4     | 9 maj 2005 | Örebro SK         | 1 – 1        | Gais                  | Behrn Arena                                  |                                              |
| 19:00 | 19:00      | Ricardo Costa 15′ | (1 – 1) SvFF | 28′ Wílton Figueiredo | Örebro Publik: 4 897 Domare: Keijo Hyvärinen | Örebro Publik: 4 897 Domare: Keijo Hyvärinen |
| 19:00 | 19:00      |                   |              |                       | Örebro Publik: 4 897 Domare: Keijo Hyvärinen | Örebro Publik: 4 897 Domare: Keijo Hyvärinen |
| 19:00 | 19:00      |                   |              |                       | Örebro Publik: 4 897 Domare: Keijo Hyvärinen | Örebro Publik: 4 897 Domare: Keijo Hyvärinen |

| 5     | 17 maj 2005 | Gais                | 1 – 1        | Åtvidabergs FF    | Gamla Ullevi                                  |                                               |
| 19:05 | 19:05       | Patrik Elmander 35′ | (1 – 1) SvFF | 7′ Martin Jönsson | Göteborg Publik: 3 235 Domare: Jonas Karlsson | Göteborg Publik: 3 235 Domare: Jonas Karlsson |
| 19:05 | 19:05       |                     |              |                   | Göteborg Publik: 3 235 Domare: Jonas Karlsson | Göteborg Publik: 3 235 Domare: Jonas Karlsson |
| 19:05 | 19:05       |                     |              |                   | Göteborg Publik: 3 235 Domare: Jonas Karlsson | Göteborg Publik: 3 235 Domare: Jonas Karlsson |

| 6     | 22 maj 2005 | Västra Frölunda IF | 0 – 4        | Gais                                                                | Ruddalens IP                                   |                                                |
| 16:10 | 16:10       |                    | (0 – 1) SvFF | 15′ Daniel Nicklasson 85′ Hans Blomqvist 90′, 90′ Wílton Figueiredo | Göteborg Publik: 3 185 Domare: Johnny Lundbäck | Göteborg Publik: 3 185 Domare: Johnny Lundbäck |
| 16:10 | 16:10       |                    |              |                                                                     | Göteborg Publik: 3 185 Domare: Johnny Lundbäck | Göteborg Publik: 3 185 Domare: Johnny Lundbäck |
| 16:10 | 16:10       |                    |              |                                                                     | Göteborg Publik: 3 185 Domare: Johnny Lundbäck | Göteborg Publik: 3 185 Domare: Johnny Lundbäck |

| 7     | 25 maj 2005 | Västerås SK                                                    | 3 – 5        | Gais                                                                      | Arosvallen                                     |                                                |
| 18:30 | 18:30       | Lucian Damianovici 36′ Anton Holmberg 41′ Martin Andersson 72′ | (2 – 2) SvFF | 12′, 59′ Wílton Figueiredo 43′, 53′ Patrik Elmander 76′ Daniel Nicklasson | Västerås Publik: 1 534 Domare: Tobias Mattsson | Västerås Publik: 1 534 Domare: Tobias Mattsson |
| 18:30 | 18:30       |                                                                |              |                                                                           | Västerås Publik: 1 534 Domare: Tobias Mattsson | Västerås Publik: 1 534 Domare: Tobias Mattsson |
| 18:30 | 18:30       |                                                                |              |                                                                           | Västerås Publik: 1 534 Domare: Tobias Mattsson | Västerås Publik: 1 534 Domare: Tobias Mattsson |

| 8     | 29 maj 2005 | Gais                                                         | 3 – 0        | Falkenbergs FF | Gamla Ullevi                                  |                                               |
| 17:00 | 17:00       | Fredrik Lundgren 24′ Tomas Rosenkvist 48′ Mathias Gravem 84′ | (1 – 0) SvFF |                | Göteborg Publik: 3 015 Domare: Åke Andreasson | Göteborg Publik: 3 015 Domare: Åke Andreasson |
| 17:00 | 17:00       |                                                              |              |                | Göteborg Publik: 3 015 Domare: Åke Andreasson | Göteborg Publik: 3 015 Domare: Åke Andreasson |
| 17:00 | 17:00       |                                                              |              |                | Göteborg Publik: 3 015 Domare: Åke Andreasson | Göteborg Publik: 3 015 Domare: Åke Andreasson |

| 9     | 5 juni 2005 | Östers IF | 0 – 2        | Gais                                        | Värendsvallen                              |                                            |
| 16:10 | 16:10       |           | (0 – 0) SvFF | 56′ Andreas Tobiasson 67′ Wílton Figueiredo | Växjö Publik: 3 029 Domare: Håkan Jonasson | Växjö Publik: 3 029 Domare: Håkan Jonasson |
| 16:10 | 16:10       |           |              |                                             | Växjö Publik: 3 029 Domare: Håkan Jonasson | Växjö Publik: 3 029 Domare: Håkan Jonasson |
| 16:10 | 16:10       |           |              |                                             | Växjö Publik: 3 029 Domare: Håkan Jonasson | Växjö Publik: 3 029 Domare: Håkan Jonasson |

| 10    | 13 juni 2005 | Gais | 0 – 3           | AIK                                                              | Gamla Ullevi                                        |                                                     |
| 19:05 | 19:05        |      | (0 – 3) SvFF DN | 12′ Mats Rubarth 17′ Kristian Haynes 36′, str′ Andreas Andersson | Göteborg Publik: 8 962 Domare: Per-Anders Andersson | Göteborg Publik: 8 962 Domare: Per-Anders Andersson |
| 19:05 | 19:05        |      |                 |                                                                  | Göteborg Publik: 8 962 Domare: Per-Anders Andersson | Göteborg Publik: 8 962 Domare: Per-Anders Andersson |
| 19:05 | 19:05        |      |                 |                                                                  | Göteborg Publik: 8 962 Domare: Per-Anders Andersson | Göteborg Publik: 8 962 Domare: Per-Anders Andersson |

| 11    | 19 juni 2005 | Trelleborgs FF                          | 2 – 2        | Gais                                  | Vångavallen                                      |                                                  |
| 17:00 | 17:00        | Jonas Bjurström 44′ Alexander Steen 63′ | (1 – 0) SvFF | 76′ Wílton Figueiredo 85′ Thomas Heed | Trelleborg Publik: 2 215 Domare: Keijo Hyvärinen | Trelleborg Publik: 2 215 Domare: Keijo Hyvärinen |
| 17:00 | 17:00        |                                         |              |                                       | Trelleborg Publik: 2 215 Domare: Keijo Hyvärinen | Trelleborg Publik: 2 215 Domare: Keijo Hyvärinen |
| 17:00 | 17:00        |                                         |              |                                       | Trelleborg Publik: 2 215 Domare: Keijo Hyvärinen | Trelleborg Publik: 2 215 Domare: Keijo Hyvärinen |

| 12    | 23 juni 2005 | Gais                                     | 2 – 0        | Degerfors IF | Gamla Ullevi                                   |                                                |
| 19:00 | 19:00        | Mathias Gravem 47′ Wílton Figueiredo 79′ | (0 – 0) SvFF |              | Göteborg Publik: 3 654 Domare: Michael Lerjéus | Göteborg Publik: 3 654 Domare: Michael Lerjéus |
| 19:00 | 19:00        |                                          |              |              | Göteborg Publik: 3 654 Domare: Michael Lerjéus | Göteborg Publik: 3 654 Domare: Michael Lerjéus |
| 19:00 | 19:00        |                                          |              |              | Göteborg Publik: 3 654 Domare: Michael Lerjéus | Göteborg Publik: 3 654 Domare: Michael Lerjéus |

| 13    | 27 juni 2005 | IFK Norrköping          | 1 – 2        | Gais                                  | Idrottsparken                               |                                             |
| 19:00 | 19:00        | Bruno Santos 90′ (str.) | (0 – 0) SvFF | 51′ Edier Frejd 73′ Daniel Nicklasson | Norrköping Publik: 6 121 Domare: Lars Kratz | Norrköping Publik: 6 121 Domare: Lars Kratz |
| 19:00 | 19:00        |                         |              |                                       | Norrköping Publik: 6 121 Domare: Lars Kratz | Norrköping Publik: 6 121 Domare: Lars Kratz |
| 19:00 | 19:00        |                         |              |                                       | Norrköping Publik: 6 121 Domare: Lars Kratz | Norrköping Publik: 6 121 Domare: Lars Kratz |

| 14    | 2 juli 2005 | Gais                | 1 – 0 | Väsby United | Gamla Ullevi                                   |                                                |
| 16:00 | 16:00       | Mattias Östberg 69′ | SvFF  |              | Göteborg Publik: 2 940 Domare: Johnny Lundbäck | Göteborg Publik: 2 940 Domare: Johnny Lundbäck |
| 16:00 | 16:00       |                     |       |              | Göteborg Publik: 2 940 Domare: Johnny Lundbäck | Göteborg Publik: 2 940 Domare: Johnny Lundbäck |
| 16:00 | 16:00       |                     |       |              | Göteborg Publik: 2 940 Domare: Johnny Lundbäck | Göteborg Publik: 2 940 Domare: Johnny Lundbäck |

| 15    | 10 juli 2005 | IF Brommapojkarna                     | 2 – 0           | Gais | Grimsta IP                                          |                                                     |
| 17:00 | 17:00        | Martin Ekström 79′ Olof Guterstam 90′ | (0 – 0) SvFF DN |      | Stockholm Publik: 1 116 Domare: Sven-Martin Åkesson | Stockholm Publik: 1 116 Domare: Sven-Martin Åkesson |
| 17:00 | 17:00        |                                       |                 |      | Stockholm Publik: 1 116 Domare: Sven-Martin Åkesson | Stockholm Publik: 1 116 Domare: Sven-Martin Åkesson |
| 17:00 | 17:00        |                                       |                 |      | Stockholm Publik: 1 116 Domare: Sven-Martin Åkesson | Stockholm Publik: 1 116 Domare: Sven-Martin Åkesson |

| 16    | 16 juli 2005 | Gais                       | 2 – 2        | IF Brommapojkarna       | Gamla Ullevi                                  |                                               |
| 16:00 | 16:00        | Wílton Figueiredo 37′, 47′ | (1 – 1) SvFF | 35′ (90) Olle Kullinger | Göteborg Publik: 3 028 Domare: Åke Andreasson | Göteborg Publik: 3 028 Domare: Åke Andreasson |
| 16:00 | 16:00        |                            |              |                         | Göteborg Publik: 3 028 Domare: Åke Andreasson | Göteborg Publik: 3 028 Domare: Åke Andreasson |
| 16:00 | 16:00        |                            |              |                         | Göteborg Publik: 3 028 Domare: Åke Andreasson | Göteborg Publik: 3 028 Domare: Åke Andreasson |

| 17    | 31 juli 2005 | Ljungskile SK       | 1 – 1        | Gais               | Starke Arvid Arena                               |                                                  |
| 17:00 | 17:00        | Jörgen Wålemark 16′ | (1 – 0) SvFF | 77′ Mathias Gravem | Ljungskile Publik: 4 453 Domare: Johnny Lundbäck | Ljungskile Publik: 4 453 Domare: Johnny Lundbäck |
| 17:00 | 17:00        |                     |              |                    | Ljungskile Publik: 4 453 Domare: Johnny Lundbäck | Ljungskile Publik: 4 453 Domare: Johnny Lundbäck |
| 17:00 | 17:00        |                     |              |                    | Ljungskile Publik: 4 453 Domare: Johnny Lundbäck | Ljungskile Publik: 4 453 Domare: Johnny Lundbäck |

| 18    | 8 augusti 2005 | Gais                                   | 2 – 3        | Mjällby AIF                                             | Gamla Ullevi                                        |                                                     |
| 19:00 | 19:00          | Mathias Gravem 58′ Daniel Blomgren 89′ | (0 – 1) SvFF | 13′ Fredrik Olsson 73′ Johan Svensson 83′ Pavel Zavadil | Göteborg Publik: 3 063 Domare: Per-Anders Andersson | Göteborg Publik: 3 063 Domare: Per-Anders Andersson |
| 19:00 | 19:00          |                                        |              |                                                         | Göteborg Publik: 3 063 Domare: Per-Anders Andersson | Göteborg Publik: 3 063 Domare: Per-Anders Andersson |
| 19:00 | 19:00          |                                        |              |                                                         | Göteborg Publik: 3 063 Domare: Per-Anders Andersson | Göteborg Publik: 3 063 Domare: Per-Anders Andersson |

| 19    | 14 augusti 2005 | Bodens BK                                | 2 – 1        | Gais                  | Björknäsvallen                             |                                            |
| 15:00 | 15:00           | Herish Kuhi 76′ Andreas Ingel 90′ (str.) | (0 – 0) SvFF | 66′ Andreas Tobiasson | Boden Publik: 2 393 Domare: Andréas Kovacs | Boden Publik: 2 393 Domare: Andréas Kovacs |
| 15:00 | 15:00           |                                          |              |                       | Boden Publik: 2 393 Domare: Andréas Kovacs | Boden Publik: 2 393 Domare: Andréas Kovacs |
| 15:00 | 15:00           |                                          |              |                       | Boden Publik: 2 393 Domare: Andréas Kovacs | Boden Publik: 2 393 Domare: Andréas Kovacs |

| 20    | 21 augusti 2005 | Gais                 | 1 – 0        | Örebro SK | Gamla Ullevi                                   |                                                |
| 17:00 | 17:00           | Fredrik Lundgren 63′ | (0 – 0) SvFF |           | Göteborg Publik: 3 190 Domare: Keijo Hyvärinen | Göteborg Publik: 3 190 Domare: Keijo Hyvärinen |
| 17:00 | 17:00           |                      |              |           | Göteborg Publik: 3 190 Domare: Keijo Hyvärinen | Göteborg Publik: 3 190 Domare: Keijo Hyvärinen |
| 17:00 | 17:00           |                      |              |           | Göteborg Publik: 3 190 Domare: Keijo Hyvärinen | Göteborg Publik: 3 190 Domare: Keijo Hyvärinen |

| 21    | 25 augusti 2005 | Åtvidabergs FF                        | 2 – 0        | Gais | Kopparvallen                                     |                                                  |
| 19:00 | 19:00           | Pontus Karlsson 6′ Yannick Bapupa 75′ | (1 – 0) SvFF |      | Åtvidaberg Publik: 1 428 Domare: Michael Lerjéus | Åtvidaberg Publik: 1 428 Domare: Michael Lerjéus |
| 19:00 | 19:00           |                                       |              |      | Åtvidaberg Publik: 1 428 Domare: Michael Lerjéus | Åtvidaberg Publik: 1 428 Domare: Michael Lerjéus |
| 19:00 | 19:00           |                                       |              |      | Åtvidaberg Publik: 1 428 Domare: Michael Lerjéus | Åtvidaberg Publik: 1 428 Domare: Michael Lerjéus |

| 22    | 31 augusti 2005 | Gais                                                   | 3 – 0           | Västra Frölunda IF | Gamla Ullevi                                       |                                                    |
| 19:05 | 19:05           | Stefan Vennberg 23′ Mathias Gravem 62′ Joseph Cole 72′ | (1 – 0) SvFF DN |                    | Göteborg Publik: 4 095 Domare: Sven-Martin Åkesson | Göteborg Publik: 4 095 Domare: Sven-Martin Åkesson |
| 19:05 | 19:05           |                                                        |                 |                    | Göteborg Publik: 4 095 Domare: Sven-Martin Åkesson | Göteborg Publik: 4 095 Domare: Sven-Martin Åkesson |
| 19:05 | 19:05           |                                                        |                 |                    | Göteborg Publik: 4 095 Domare: Sven-Martin Åkesson | Göteborg Publik: 4 095 Domare: Sven-Martin Åkesson |

| 23    | 5 september 2005 | Gais                                       | 3 – 0        | Västerås SK | Gamla Ullevi                                   |                                                |
| 19:00 | 19:00            | Wílton Figueiredo 46′, 90′ Joseph Cole 73′ | (0 – 0) SvFF |             | Göteborg Publik: 3 279 Domare: Johnny Lundbäck | Göteborg Publik: 3 279 Domare: Johnny Lundbäck |
| 19:00 | 19:00            |                                            |              |             | Göteborg Publik: 3 279 Domare: Johnny Lundbäck | Göteborg Publik: 3 279 Domare: Johnny Lundbäck |
| 19:00 | 19:00            |                                            |              |             | Göteborg Publik: 3 279 Domare: Johnny Lundbäck | Göteborg Publik: 3 279 Domare: Johnny Lundbäck |

| 24    | 11 september 2005 | Falkenbergs FF                    | 2 – 2        | Gais                                         | Falkenbergs IP                                  |                                                 |
| 14:10 | 14:10             | Viktor Elm 34′ Björn Carlsson 43′ | (2 – 1) SvFF | 3′ Bobbie Friberg Da Cruz 88′ Kwame Amoateng | Falkenberg Publik: 2 131 Domare: Jonas Karlsson | Falkenberg Publik: 2 131 Domare: Jonas Karlsson |
| 14:10 | 14:10             |                                   |              |                                              | Falkenberg Publik: 2 131 Domare: Jonas Karlsson | Falkenberg Publik: 2 131 Domare: Jonas Karlsson |
| 14:10 | 14:10             |                                   |              |                                              | Falkenberg Publik: 2 131 Domare: Jonas Karlsson | Falkenberg Publik: 2 131 Domare: Jonas Karlsson |

| 25    | 18 september 2005 | Gais | 0 – 1        | Östers IF     | Gamla Ullevi                              |                                           |
| 16:10 | 16:10             |      | (0 – 1) SvFF | 26′ John Pelu | Göteborg Publik: 4 032 Domare: Lars Kratz | Göteborg Publik: 4 032 Domare: Lars Kratz |
| 16:10 | 16:10             |      |              |               | Göteborg Publik: 4 032 Domare: Lars Kratz | Göteborg Publik: 4 032 Domare: Lars Kratz |
| 16:10 | 16:10             |      |              |               | Göteborg Publik: 4 032 Domare: Lars Kratz | Göteborg Publik: 4 032 Domare: Lars Kratz |

| 26    | 25 september 2005 | AIK                                                              | 3 – 3        | Gais                                                          | Råsunda fotbollsstadion                      |                                              |
| 16:10 | 16:10             | Arash Talebinejad 46′ Daniel Tjernström 59′ Nicklas Carlsson 88′ | (0 – 0) SvFF | 51′ Daniel Blomgren 52′ Wílton Figueiredo 90′ Mattias Östberg | Solna Publik: 23 460 Domare: Johnny Lundbäck | Solna Publik: 23 460 Domare: Johnny Lundbäck |
| 16:10 | 16:10             |                                                                  |              |                                                               | Solna Publik: 23 460 Domare: Johnny Lundbäck | Solna Publik: 23 460 Domare: Johnny Lundbäck |
| 16:10 | 16:10             |                                                                  |              |                                                               | Solna Publik: 23 460 Domare: Johnny Lundbäck | Solna Publik: 23 460 Domare: Johnny Lundbäck |

| 27    | 3 oktober 2005 | Gais | 0 – 0        | Trelleborgs FF | Gamla Ullevi                                   |                                                |
| 19:00 | 19:00          |      | (0 – 0) SvFF |                | Göteborg Publik: 3 214 Domare: Michael Lerjéus | Göteborg Publik: 3 214 Domare: Michael Lerjéus |
| 19:00 | 19:00          |      |              |                | Göteborg Publik: 3 214 Domare: Michael Lerjéus | Göteborg Publik: 3 214 Domare: Michael Lerjéus |
| 19:00 | 19:00          |      |              |                | Göteborg Publik: 3 214 Domare: Michael Lerjéus | Göteborg Publik: 3 214 Domare: Michael Lerjéus |

| 28    | 8 oktober 2005 | Degerfors IF       | 1 – 1        | Gais                 | Stora Valla                                  |                                              |
| 16:00 | 16:00          | Tobias Larsson 57′ | (0 – 0) SvFF | 86′ Fredrik Lundgren | Degerfors Publik: 3 887 Domare: Leif Sundell | Degerfors Publik: 3 887 Domare: Leif Sundell |
| 16:00 | 16:00          |                    |              |                      | Degerfors Publik: 3 887 Domare: Leif Sundell | Degerfors Publik: 3 887 Domare: Leif Sundell |
| 16:00 | 16:00          |                    |              |                      | Degerfors Publik: 3 887 Domare: Leif Sundell | Degerfors Publik: 3 887 Domare: Leif Sundell |

| 29    | 15 oktober 2005 | Gais                                                      | 3 – 1        | IFK Norrköping           | Gamla Ullevi                                   |                                                |
| 14:10 | 14:10           | Wílton Figueiredo 53′ Joseph Cole 55′ Stefan Vennberg 73′ | (0 – 0) SvFF | 76′ Bennard Yao Kumordzi | Göteborg Publik: 4 181 Domare: Keijo Hyvärinen | Göteborg Publik: 4 181 Domare: Keijo Hyvärinen |
| 14:10 | 14:10           |                                                           |              |                          | Göteborg Publik: 4 181 Domare: Keijo Hyvärinen | Göteborg Publik: 4 181 Domare: Keijo Hyvärinen |
| 14:10 | 14:10           |                                                           |              |                          | Göteborg Publik: 4 181 Domare: Keijo Hyvärinen | Göteborg Publik: 4 181 Domare: Keijo Hyvärinen |

| 30    | 22 oktober 2005 | Väsby United  | 1 – 2           | Gais                                 | Vilundavallen                                           |                                                         |
| 14:00 | 14:00           | Omar Jawo 17′ | (1 – 1) SvFF DN | 40′ Fredrik Lundgren 62′ Thomas Heed | Upplands Väsby Publik: 885 Domare: Markus Strömbergsson | Upplands Väsby Publik: 885 Domare: Markus Strömbergsson |
| 14:00 | 14:00           |               |                 |                                      | Upplands Väsby Publik: 885 Domare: Markus Strömbergsson | Upplands Väsby Publik: 885 Domare: Markus Strömbergsson |
| 14:00 | 14:00           |               |                 |                                      | Upplands Väsby Publik: 885 Domare: Markus Strömbergsson | Upplands Väsby Publik: 885 Domare: Markus Strömbergsson |

## Kval

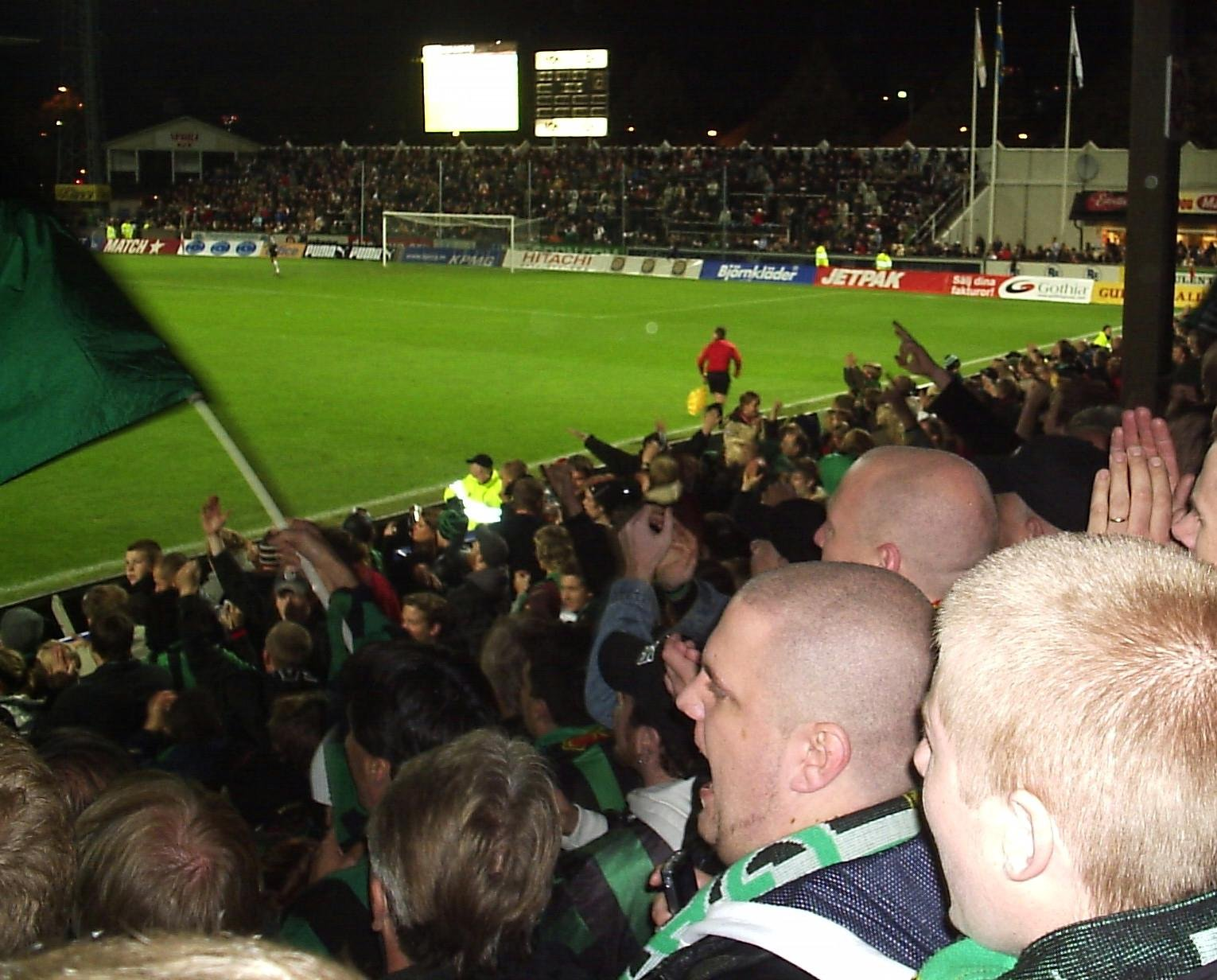
Hemmalagets supportrar hejar fram sitt lag i hemmakvalmatchen mot Landskrona Bois på Gamla Ullevi den 26 oktober 2005.

I det allsvenska kvalet fick Gais möta Landskrona Bois, som hade slutat på tolfte plats i allsvenskan. Gais började hemma, och tränaren Roland Nilsson förvånade alla genom att för andra gången under säsongen ta ut sig själv i startelvan. I startelvan fanns även den 30-årige och skadedrabbade trollgubben Hans Blomqvist, som inte hade fått starta i en enda match i superettan, och Blomqvist hade stor show på högerkanten. Han ordnade fram den hörna som Fredrik Lundgren i den sjätte minuten gjorde 1–0 på, och i den 21:a minuten gjorde han själv 2–0 när han gick inåt från sin högerkant och Landskronaförsvaret inte hann med. En slutkörd Blomqvist blev sedan utbytt i 58:e minuten. Roland Nilsson orkade 20 minuter till innan han bytte ut sig själv i slutet av matchen. Landskrona fick in ett reduceringsmål i den 90:e minuten och matchen slutade 2–1.
Returen blev dramatisk. Då Landskrona reducerade sent i den första matchen innebar bortamålsregeln att 1–0 hemma skulle räcka för att skåningarna skulle hänga kvar i allsvenskan. Roland Nilsson tog åter ut sig själv och Hasse Blomqvist i startelvan, men Gais skyttekung Wílton Figueiredo blev utvisad i första halvlek och Blomqvist byttes ut i paus för att stärka upp defensiven. Landskrona låg på för att göra det mål som skulle rädda dem kvar i allsvenskan, men med hjälp av den storspelande målvakten Dime Jankulovski lyckades Gais hålla 0–0 och gå upp i allsvenskan.
| 1     | 26 oktober 2005 | Gais                                   | 2 – 1           | Landskrona Bois   | Gamla Ullevi                                    |                                                 |
| 19:10 | 19:10           | Fredrik Lundgren 6′ Hans Blomqvist 21′ | (2 – 0) SvFF DN | 90′ Kevin Amuneke | Göteborg Publik: 7 606 Domare: Peter Fröjdfeldt | Göteborg Publik: 7 606 Domare: Peter Fröjdfeldt |
| 19:10 | 19:10           |                                        |                 |                   | Göteborg Publik: 7 606 Domare: Peter Fröjdfeldt | Göteborg Publik: 7 606 Domare: Peter Fröjdfeldt |
| 19:10 | 19:10           |                                        |                 |                   | Göteborg Publik: 7 606 Domare: Peter Fröjdfeldt | Göteborg Publik: 7 606 Domare: Peter Fröjdfeldt |

| 2     | 30 oktober 2005 | Landskrona Bois | 0 – 0        | Gais | Landskrona IP                                   |                                                 |
| 16:10 | 16:10           |                 | (0 – 0) SvFF |      | Landskrona Publik: 7 859 Domare: Jonas Eriksson | Landskrona Publik: 7 859 Domare: Jonas Eriksson |
| 16:10 | 16:10           |                 |              |      | Landskrona Publik: 7 859 Domare: Jonas Eriksson | Landskrona Publik: 7 859 Domare: Jonas Eriksson |
| 16:10 | 16:10           |                 |              |      | Landskrona Publik: 7 859 Domare: Jonas Eriksson | Landskrona Publik: 7 859 Domare: Jonas Eriksson |

## Spelartrupp
Gais spelartrupp för säsongen:
| Nr | Land    | Pos | Namn                   |
| -- | ------- | --- | ---------------------- |
| 1  | Sverige | MV  | Dime Jankulovski       |
| 2  | Sverige | F   | Lukasz Chmaj           |
| 3  | Sverige | F   | Andreas Tobiasson      |
| 4  | Sverige | F   | Mattias Östberg        |
| 5  | Sverige | MF  | Bobbie Friberg da Cruz |
| 6  | Sverige | MF  | Stefan Vennberg        |
| 7  | Sverige | MF  | Thomas Heed            |
| 8  | Sverige | MF  | Martin Dohlsten        |
| 9  | Sverige | MF  | Peter Elmander         |
| 10 | Nigeria | MF  | Prince Efe Ehiorobo    |
| 11 | Sverige | A   | Patrik Elmander °      |
| 12 | Sverige | MV  | Conny Månsson          |
| 14 | Sverige | MF  | Daniel Nicklasson      |
| 15 | Sverige | MF  | Fredrik Lundgren       |

| Nr | Land      | Pos | Namn                  |
| -- | --------- | --- | --------------------- |
| 16 | Sverige   | MF  | Tomas Rosenkvist      |
| 17 | Sverige   | A   | Hans Blomqvist        |
| 18 | Sverige   | F   | Edier Frejd °         |
| 19 | Sverige   | F   | Daniel Blomgren       |
| 20 | Sverige   | F   | Kenneth Gustafsson    |
| 21 | Sverige   | F   | Andreas Svensson      |
| 22 | Sverige   | F   | Magnus Jacobsson      |
| 23 | Sverige   | A   | Mathias Gravem        |
| 24 | Brasilien | A   | Wilton Figueiredo     |
| 42 | Sverige   | F   | Roland Nilsson        |
| ?  | Nigeria   | A   | Joseph Cole *         |
| ?  | Sverige   | A   | Kwame Amoateng *      |
| ?  | Sverige   | F   | David Björkeryd       |
| ?  | Sverige   | MF  | Johan Friberg da Cruz |

* kom till klubben under sommarens transferfönster
° lämnade klubben under sommarens transferfönster

### Spelare in och ut
| Datum           | Position    | Nat.      | Namn                   | Ålder | Flyttar från        | Typ        | Kontrakt t.o.m. | Källa       |
| --------------- | ----------- | --------- | ---------------------- | ----- | ------------------- | ---------- | --------------- | ----------- |
| Vinterfönstret  | Målvakt     | Sverige   | Dime Jankulovski       | 27    | Raufoss IL          | Transfer   |                 | [ 2 ]       |
| Vinterfönstret  | Målvakt     | Sverige   | Conny Månsson          | 25    | IFK Ölme            | Transfer   |                 | [ 2 ]       |
| Vinterfönstret  | Försvarare  | Sverige   | Mattias Östberg        | 27    | IK Brage            | Transfer   |                 | [ 2 ]       |
| Vinterfönstret  | Försvarare  | Sverige   | David Björkeryd        | 18    | Gais U              | Uppflyttad |                 | [ 10 ]      |
| Vinterfönstret  | Mittfältare | Sverige   | Daniel Nicklasson      | 23    | Mjällby AIF         | Transfer   |                 | [ 2 ]       |
| Vinterfönstret  | Mittfältare | Sverige   | Tomas Rosenkvist       | 29    | IFK Göteborg        | Transfer   |                 | [ 2 ]       |
| Vinterfönstret  | Mittfältare | Sverige   | Johan Friberg da Cruz  | 18    | Gais U              | Uppflyttad |                 | [ 10 ]      |
| Vinterfönstret  | Anfallare   | Brasilien | Wílton Figueiredo      | 22    | Ceará Sporting Club | Transfer   |                 | [ 2 ]       |
| Våren 2005      | Anfallare   | Sverige   | Kwame Amoateng         | 18    | Lundby IF           | Transfer   |                 | [ 3 ] [ 4 ] |
| 19 augusti 2005 | Anfallare   | Nigeria   | Joseph Cole            | 20    | Maccabi Haifa       | Transfer   | 2005+option     | [ 5 ]       |
| Datum           | Position    | Nat.      | Namn                   | Ålder | Flyttar till        | Typ        |                 | Källa       |
| Vinterfönstret  | Målvakt     | Sverige   | Anders Holmberg        | 29    | Västra Frölunda IF  | Transfer   |                 | [ 10 ]      |
| Vinterfönstret  | Målvakt     | Sverige   | Fredrik Andersson      | 23    | Kållereds SK        | Transfer   |                 | [ 10 ]      |
| Vinterfönstret  | Försvarare  | Sverige   | Lars-Henrik Enered     | 28    | IFK Fjärås          | Transfer   |                 | [ 10 ]      |
| Vinterfönstret  | Mittfältare | Sverige   | Ivan Ottordahl         | 25    | Västra Frölunda IF  | Transfer   |                 | [ 10 ]      |
| Vinterfönstret  | Anfallare   | Finland   | Ville Viljanen         | 34    | Jonsereds IF        | Transfer   |                 | [ 10 ]      |
| Vinterfönstret  | Anfallare   | Sverige   | Lars-Gunnar Carlstrand | 31    | –                   | Slutar     |                 | [ 10 ]      |
| 31 augusti 2005 | Försvarare  | Sverige   | Edier Frejd            | 25    | Raufoss IL          | Lån        |                 | [ 6 ] [ 7 ] |
| 31 augusti 2005 | Anfallare   | Sverige   | Patrik Elmander        | 26    | Raufoss IL          | Lån        |                 | [ 6 ] [ 7 ] |